# Dammsjön (Norbergs socken, Västmanland, 666945-150348)
Dammsjön är en sjö i Norbergs kommun i Västmanland och ingår i Norrströms huvudavrinningsområde. Sjön är 28,3 meter djup, har en yta på 2,04 kvadratkilometer och är belägen 166 meter över havet. Vid provfiske har bland annat abborre, gers, lake och löja fångats i sjön.

## Delavrinningsområde
Dammsjön ingår i det delavrinningsområde (667028-150336) som SMHI kallar för Utloppet av Dammsjön. Medelhöjden är 181 meter över havet och ytan är 8,56 kvadratkilometer. Det finns ett avrinningsområde uppströms, och räknas det in blir den ackumulerade arean 45,26 kvadratkilometer. Vattendraget som avvattnar avrinningsområdet har biflödesordning 5, vilket innebär att vattnet flödar genom totalt 5 vattendrag innan det når havet efter 228 kilometer. Avrinningsområdet består mestadels av skog (73 procent). Avrinningsområdet har 2,03 kvadratkilometer vattenytor vilket ger det en sjöprocent på 23,7 procent.

## Fisk
Vid provfiske har följande fisk fångats i sjön:
- Abborre
- Gärs
- Lake
- Löja
- Mört
- Nors